# Бутин, Александр Валерианович
Александр Валерианович Бутин (18.05.1962 — 1.05.2015) — российский химик-органик, доктор химических наук, профессор.

## Биография
Родился в Астрахани.
В 1984 г. окончил Кубанский государственный технологический университет (Краснодар). 

В 1992 г. защитил кандидатскую диссертацию, а в 2002 г. — докторскую диссертацию по теме «Фурил(арил)алканы и продукты их превращений: синтез, стереохимия и свойства».
С 2002 по 2011 г. возглавлял Научно-исследовательский институт химии гетероциклических соединений при Кубанском государственном технологическим университете.
С 2011 г. профессор кафедры природных и биологически активных соединений Пермского государственного национального исследовательского университета (ПГНИУ).
С 2010 г. член редколлегии журнала «Химия гетероциклических соединений», с 2014 г. — заместитель главного редактора.
Награждён дипломом «Памяти профессора А. Н. Коста», золотым нагрудным знаком МБФ «Научное партнерство», именной благодарностью губернатора Краснодарского края за достижения в научной и инновационной деятельности.
Скоропостижно умер 1 мая 2015 года.

## Научная деятельность
А. В. Бутин был одним из ведущих мировых специалистов по изучению химии фурана и автором оригинальной методики получения разнообразных гетероциклических соединений медицинского назначения из производных фурана — реакции Бутина.

Опубликовал более 130 статей, получил 20 патентов.

## Избранные публикации
1. Butin, A. V.; Smirnov, S. K. Furan ring opening — indole ring closure: pseudooxidative furan ring opening in the synthesis of indoles. Tetrahedron Lett. 2005, 46, 8443.
2. Serdyuk, O. V.; Butin, A. V.; Abaev, V. T. Synthesis of fluoroalkylfurans and perfluoroalkylfurans. J. Fluorine Chem. 2010, 131, 296.
3. Butin, A. V.; Tsiunchik, F. A.; Kostyukova, O. N.; Uchuskin, M. G.; Trushkov, I. V. Furan ring opening — pyridine ring closure: new route to quinolines under the Bischler-Napieralski reaction conditions. Synthesis 2011, 2629.
4. Nevolina, T. A.; Shcherbinin, V. A.; Serdyuk, O. V.; Butin, A. V. Furan ring opening — pyrrole ring closure: a new route to pyrrolo[1,2-d][1,4]benzodiazepin-6-ones. Synthesis 2011, 3547.
5. Pilipenko, A. S.; Mel’chin, V. V.; Trushkov, I. V.; Cheshkov, D. A.; Butin, A. V. Furan ring opening — indole ring closure: recyclization of 2-(2-aminophenyl)furans into 2-(2-oxoalkyl)indoles. Tetrahedron 2012, 68, 619.
6. Uchuskin, M. G.; Pilipenko, A. S.; Serdyuk, O. V.; Trushkov, I. V.; Butin, A. V. From biomass to medicines. A simple synthesis of indolo[3,2-c]quinolines, antimalarial alkaloid isocryptolepine and its derivatives. Org. Biomol. Chem. 2012, 10, 7262.
7. Kuznetsov, A.; Makarov, A.; Rubtsov, A. E.; Butin, A. V.; Gevorgyan, V. Bronsted acid-catalyzed one-pot synthesis of indoles from o-aminobenzyl alcohols and furans. J. Org. Chem. 2013, 78, 12144.
8. Abaev, V. T.; Plieva, A. T.; Chalikidi, P. N.; Uchuskin, M. G.; Trushkov, I. V.; Butin, A. V. A Simple route to polysubstituted indoles exploiting azide induced furan ring opening. Org. Lett. 2014, 16, 4150.
9. Butin, A. V.; Trushkov, I. V.; Serdyuk, O. V.; Abaev, V. T. Fluorofurans and benzofurans. In: Fluorine in Heterocyclic Chemistry. Vol.1. 5-Membered Heterocycles and Macrocycles (Ed. V. G. Nenajdenko), Springer Int. Pub. Switzerland, 2014, 181.
10. Trushkov, I. V.; Uchuskin, M. G.; Butin, A. V. Furan’s gambit: electrophile-attack-triggered sacrifice of furan rings for the intramolecular construction of azaheterocycles. Eur. J. Org. Chem. 2015, 2999.